# دهستان سعیدآباد (پردیس)
دهستان سعیدآباد، یکی از دهستان‌های بخش جاجرود شهرستان پردیس در استان تهران است.این دهستان در تاریخ ۹ دی ۱۳۹۱ تشکیل شد و شامل هشت آبادی است.
این هشت آبادی عبارتند از: سعیدآباد، چشمه هاشم‌خانی، تخت چنار، خجیر، ترقیان، کاچیلوکاچیلو، مامالو آفتاب رو و مامالونسارو.
مرکز این دهستان، شهر روستای سعیدآباد است.

## جمعیت
براساس سرشماری سال ۱۳۹۵ جمعیت آن ۴۰۰ نفر بوده‌است.